# Barrio latino (álbum de Julio Andrade)
Barrio Latino es el octavo álbum de Julio Andrade con el cual cuenta con un repertorio más variado como salsa, boleros, bachata y pop rock.

## Lista de canciones
1. Obertura
2. La negra Carmela
3. Sin ti
4. Barrio mío, barrio añejo
5. Igüal
6. Barrio caradura
7. Mix boleros
8. Mienteme otra vez
9. Su sangre rosada